# Ullrich (Familienname)
Ullrich ist ein deutschsprachiger Familienname.

## Varianten
- Ulrich

## Namensträger

### A
- Albert Ullrich (Architekt) (1845–nach 1912), deutscher Architekt
- Albert Ullrich (1872–1946), deutscher Schauspieler
- Albert Ullrich (Fußballspieler) (* 1952), deutscher Fußballspieler
- Alfred Ullrich (* 1948), deutscher Künstler
- Andreas Ullrich, österreichischer Wissenschaftler und Unternehmer
- Andreas Ullrich (Künstler) (* 1977), deutscher Künstler
- Anton Ullrich (1826–1895), deutscher Erfinder
- Aquilin Ullrich (1914–2001), deutscher Mediziner
- Arthur Ullrich (1894–1969), deutscher Politiker
- Arthur Ullrich (Fußballspieler) (* 1931), deutscher Fußballspieler
- Artur Ullrich (* 1957), deutscher Fußballspieler
- August Ullrich (1857–1928), deutscher Kaufmann und Heimatforscher
- Axel Ullrich (* 1943), deutscher Biochemiker

### B
- Bernd Ullrich (Geologe, 1946) (* 1946), deutscher Geologe und Chronist
- Bernd Ullrich (Geologe, 1953) (* 1953), deutscher Geologe und Hochschullehrer
- Bernd Ullrich (Fotograf) (1958–2020), deutscher Fotograf
- Bernd Ullrich (Schiedsrichter) (* 1962), deutscher Handballschiedsrichter
- Bernhard Ullrich (* 1965), deutscher Musiker, Arrangeur und Komponist
- Bruno Ullrich (* 1943), deutscher Ornithologe
- Burkhard Müller-Ullrich (* 1956), deutscher Journalist und Publizist

### C
- Carl Ullrich (1889–1944), deutscher Gewerkschafter und Politiker (SPD)
- Carolina Ullrich (* 1982), chilenische Sängerin (Sopran)
- Christian Ullrich (1932–2017), deutscher Biologiedidaktiker und Hochschullehrer
- Christoph Ullrich (* 1960), hessischer Verwaltungsbeamter und Richter
- Cornelia Ullrich (* 1963), deutsche Leichtathletin
- Cornelia Ullrich-Eberius (* 1940), deutsche Botanikerin und Hochschullehrerin

### D
- Detlef Ullrich (* 1955), deutscher Fußballspieler
- Dietmar Ullrich (* 1940), deutscher Maler

### E
- Eberhard Ullrich (1935–2005), deutscher Politiker (CDU)
- Eckhard Ullrich (Politiker) (* 1941), deutscher Landwirt und früherer Volkskammerabgeordneter
- Eckhard Ullrich (Autor) (* 1953), deutscher Autor und Journalist
- Editha Koffer-Ullrich (1904–1990), österreichische Geigerin und Musiktherapeutin
- Egon Ullrich (1902–1957), österreichischer Mathematiker
- Emil Ullrich (1887–1965), deutscher Pädagoge
- Erich Ullrich (1913–1998), deutscher Jurist
- Ernst Ullrich (1900–1956), deutscher Politiker, MdL Bayern

### F
- Ferdinand Ullrich (* 1951), deutscher Kunsthistoriker, Künstler, Museumsdirektor und Hochschullehrer
- Frank Ullrich (* 1958), deutscher Biathlet
- Frank Peter Ullrich (* 1969), deutscher Politiker (SPD) und Bürgermeister
- Franz Ullrich (Unternehmer) (1830–1891), deutscher Unternehmer und Erfinder
- Franz Wolfgang Ullrich (1795–1880), deutscher Klassischer Philologe
- Franziska Mathis-Ullrich (* 1987), deutsche Forscherin Medizin-Robotik
- Friedrich Ullrich (Schriftsteller) (1779–1854), deutscher Mundartdichter
- Friedrich Ullrich (Komponist) (1861–1924), deutscher Komponist und Musikverleger
- Fritz Ullrich (Architekt) (1860–1917), schwedischer Architekt
- Fritz Ullrich (Handballspieler) (1921–2014), deutscher Handballspieler
- Fritz Ullrich (Schriftsteller) (* 1926), deutscher Mundartschriftsteller

### G
- Gabriele Ullrich (* 1960), deutsche Autorin
- Gerald Ullrich (* 1962), deutscher Politiker (FDP), MdB
- Gunter Ullrich (1925–2018), deutscher Künstler
- Günter Ullrich (* 1959), deutscher Ingenieur und Publizist
- Günther Ullrich (1930–2000), deutscher Jurist und Diplomat
- Gustav Ullrich (1860–1938), deutscher Unternehmensgründer

### H
- Hanns Ullrich (* 1939), deutscher Rechtswissenschaftler und Hochschullehrer
- Hans Ullrich (Manager) (1889–1971), deutscher Versicherungsmanager
- Hans Ullrich (Botaniker) (1913–2002), deutscher Architekt und Botaniker
- Hans-Georg Ullrich (* 1942), deutscher Filmemacher
- Hans-Rudolf Ullrich (1922–2004), deutscher Unternehmer
- Hans-Uwe Ullrich (* 1938), deutscher Generalmajor
- Hartwig Ullrich (* 1932), deutscher Bildhauer und Hochschullehrer
- Heiner Ullrich (* 1942), deutscher Erziehungswissenschaftler und Hochschullehrer
- Heinrich Ullrich (1873–1959), deutscher Gehörlosenlehrer und Heimatforscher
- Heinz Ullrich (1908–1978), deutscher Konstrukteur und Erfinder
- Helga Ullrich-Scheyda (* 1958), deutsche Historikerin
- Helmut Ullrich (1915–2012), deutscher Maler und Grafiker
- Henrik Ullrich (* 1964), deutscher Mediziner
- Herbert Ullrich (1932–2019), deutscher Anthropologe
- Hermann Ullrich (Botaniker) (1900–1986), deutscher Botaniker
- Hermann Ullrich (Architekt), deutscher Architekt und Baumeister
- Hermann Ullrich (Musikwissenschaftler) (* 1956), deutscher Musikwissenschaftler und Hochschullehrer
- Hermann Josef Ullrich (1888–1982), österreichischer Jurist, Komponist und Musikkritiker

### I
- Ingward Ullrich (1931–2021), deutscher Forstmann und Esperantist

### J
- Jan Ullrich (* 1973), deutscher Radrennfahrer
- Joachim Ullrich (Musiker) (* 1955), deutscher Jazzsaxophonist
- Joachim Ullrich (Physiker) (* 1956), deutscher Physiker
- Joachim Ullrich (Footballspieler) (* 1976), deutscher American-Football-Spieler
- Johannes Ullrich (1902–1965), deutscher Archivar
- Johannes Ullrich (Botaniker) (1915–1994), deutscher Botaniker und Phytopathologe
- Johannes Ullrich (Psychologe) (* 1977), deutscher Psychologe und Hochschullehrer
- Josef Ullrich (1815–1867), deutscher Maler, siehe Josef Ulrich (Maler, 1815)
- Josef Ullrich (1910–1964), österreichischer Architekt, siehe Sepp Ullrich
- Josef Ullrich (Komponist) (1911–1976), deutscher Komponist und Musiker

### K
- Karl Ullrich (Maler) (1874–1964), deutscher Maler, Grafiker und Lehrer
- Karl Ullrich (SS-Mitglied) (1910–1996), deutscher Offizier und SS-Oberführer
- Karl August Ulrich (1776–1826), preußischer Beamter
- Karl Julius Ullrich (1925–2010), deutscher Mediziner
- Kathrin Ullrich (* 1967), deutsche Langstreckenläuferin, siehe Kathrin Weßel
- Kay Ullrich (1943–2021), schottische Politikerin
- Klemens Ullrich (1857–1935), sächsischer Generalleutnant
- Konrad Ullrich (1903–1989), deutscher Tiermediziner und Hochschullehrer
- Kurt Ullrich (1907–1977), deutscher Schauspieler und Intendant

### L
- Leon Ullrich (* 1983), deutscher Schauspieler
- Lisa Ullrich (1900–1986), deutsche Politikerin (KPD), MdR
- Logan Ullrich (* 2000), neuseeländischer Ruderer
- Lothar Ullrich (1932–2013), deutscher Geistlicher und Theologe
- Luise Ullrich (1910–1985), deutsch-österreichische Schauspielerin
- Lukas Ullrich (* 2004), deutscher Fußballspieler
- Lutz Ullrich (* 1969), deutscher Jurist und Schriftsteller

### M
- Manfred Ullrich (* 1949), deutscher Tischtennisspieler
- Marc Ullrich, französischer Trompeter
- Marc Alexander Ullrich (* 1968), deutscher Unternehmer
- Martin Ullrich (* 1971), deutscher Musikwissenschaftler und Hochschullehrer
- Max Ullrich (* 1994), kroatischer Skirennläufer
- Michael Ullrich (* 1949), deutscher Archäologe

### O
- Oliver Ullrich (* 1970), deutscher Anatom, Weltraummediziner und Hochschullehrer
- Otto Ullrich (Politiker) (1827–1903), deutscher Spinnereiunternehmer und Politiker (NLP), MdL Sachsen
- Otto Ullrich (Mediziner) (1894–1957), deutscher Kinderarzt
- Otto Ullrich (Jurist) (1899–1980), deutscher Verwaltungsjurist und Manager
- Otto Ullrich (Soziologe) (1938–2015), deutscher Soziologe und Publizist

### P
- Paul Ullrich (* 1986), österreichischer Eishockeyspieler
- Peter Ullrich (Mathematiker, 1957) (* 1957), deutscher Mathematiker, Didaktiker und Hochschullehrer
- Peter Ullrich (Mathematiker, 1966) (* 1966), deutscher Mathematiker und Hochschullehrer
- Peter Ullrich (* 1976), deutscher Soziologe
- Pirmin Ullrich (* 1968), deutscher Jazzmusiker

### R
- Rainer Ullrich (1941–2023), deutscher Maler, Grafiker und Illustrator.
- Reiner Ullrich (* vor 1966), deutscher Gastroenterologe
- Richard Ullrich (1870–1930), deutscher Bauingenieur und Baubeamter
- Rolf Ullrich (* vor 1966), deutscher Meteorologe
- Rudolf Ullrich (Maler) (1895–1971), sudetendeutscher Maler
- Rudolf Ullrich (Architekt) (1899–1959), deutscher Architekt

### S
- Sabine Ullrich (* 1966), deutsche Kunsthistorikerin
- Sebastian Ullrich (Historiker) (* 1975), deutscher Historiker
- Sebastian Ullrich (Handballspieler) (* 1992), deutscher Handballspieler
- Sepp Ullrich (Josef Ullrich; 1910–1964), österreichischer Architekt
- Stefan Ullrich (* 1965), deutscher Ruderer
- Stephan Ullrich (* 1960), deutscher Schauspieler
- Stephanie Ullrich (* 1984), deutsche Fußballspielerin

### T
- Theodor Ullrich (Hermann Karl Theodor Ullrich; 1818–1892), deutscher Theologe und Lyriker
- Thomas Ullrich (* 1961), deutscher Bankmanager
- Tino Ullrich (* 1980), deutscher Mathematiker und Hochschullehrer
- Titus Ullrich (1813–1891), deutscher Kunst- und Literaturkritiker und Dichter

### U
- Ursula Ullrich (* 1932), deutsche Schriftstellerin

### V
- Volker Ullrich (Biologe) (* 1939), deutscher Biologe
- Volker Ullrich (Historiker) (* 1943), deutscher Historiker
- Volker Ullrich (Politiker) (* 1975), deutscher Politiker (CSU)

### W
- Walter Ullrich (Versicherungsmanager) (1911–1981), deutscher Jurist und Versicherungsmanager
- Walter Ullrich (1912–1965), tschechischer Eishockeyspieler, siehe Walter Ulrich (Eishockeyspieler)
- Walter Ullrich (Schauspieler) (1931–2024), deutscher Schauspieler, Theaterregisseur und -intendant
- Werner Ullrich (Tänzer) (1925–2017), deutscher Tänzer und Tanzlehrer
- Werner Ullrich (Politiker) (1928–1999), deutscher Politiker (SED)
- Wilhelm Ullrich (Jurist) (1827–nach 1866), deutscher Jurist
- Wilhelm Ullrich (Marineoffizier), deutscher Marineoffizier
- Wilhelm Ullrich (Politiker, 1906) (1906–2003), deutscher Politiker (SPD), MdBB
- Wilhelm Ullrich (Politiker, II), deutscher Politiker (LDPD), MdV
- Wolfgang Ullrich (Politiker), deutscher Politiker (CDU), MdL Sachsen
- Wolfgang Ullrich (Zoologe) (1923–1973), deutscher Zoologe und Zoodirektor
- Wolfgang Ullrich (Handballfunktionär) (1948–2020), deutscher Handballfunktionär
- Wolfgang Ullrich (Motorsportfunktionär) (* 1950), österreichischer Ingenieur und Sportmanager
- Wolfgang Ullrich (Kunsthistoriker) (* 1967), deutscher Kunsthistoriker und Kulturwissenschaftler
- Wolfram Ullrich (* 1961), deutscher Künstler